# 重庆性公园

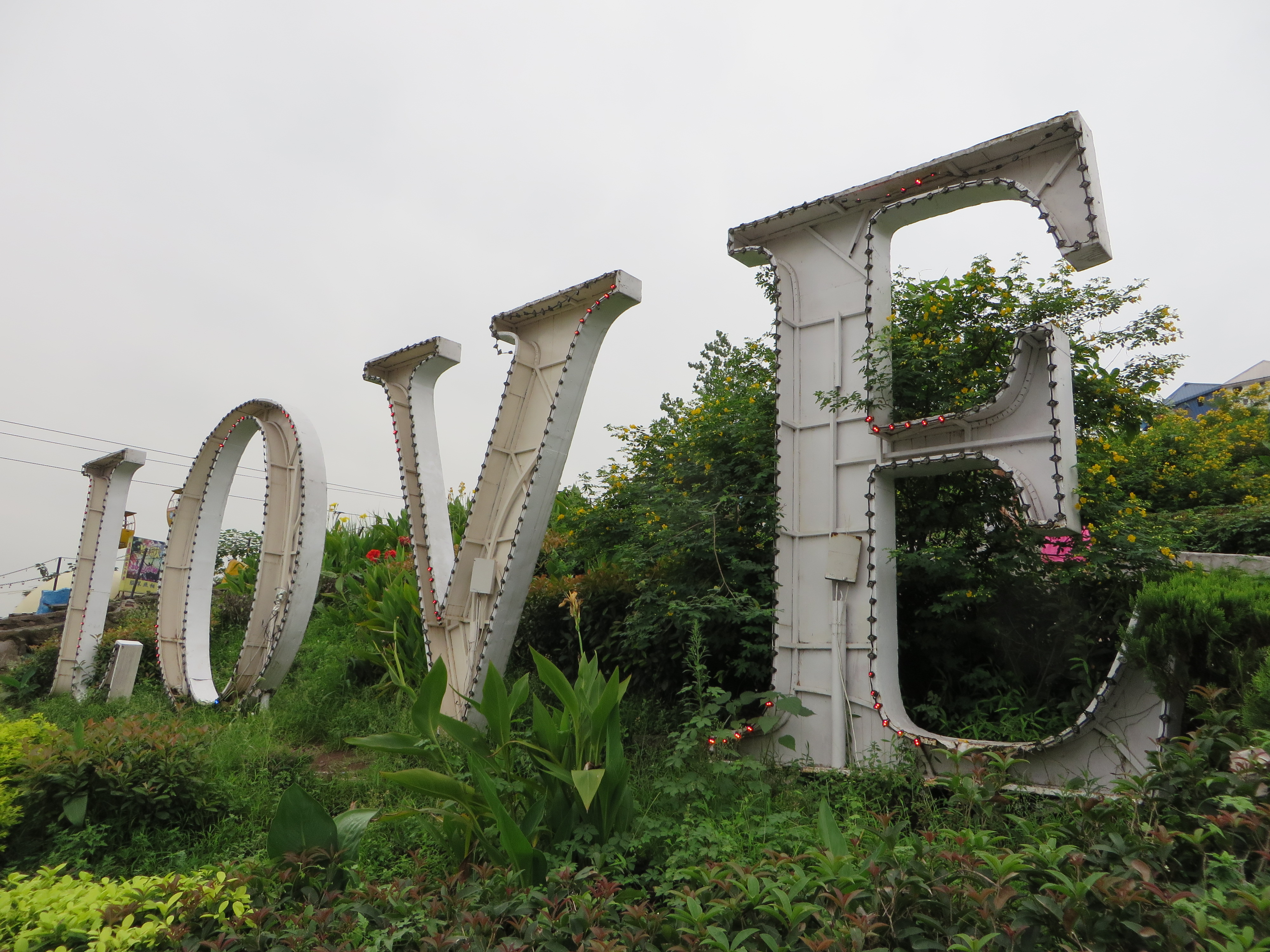
重庆洋人街上的“LOVE”标志

重庆性公园是2009年4月在重庆洋人街开建的一座性主题公园，计划占地1000多平方米。该公园本计划在2009年10月正式对大众开放，并曾于当年5月短暂对外试开放，但后于同月引起争议并被政府大力拆除。

## 计划
2009年4月，重庆美心集团开始在洋人街修建性公园，计划于同年10月竣工，占地1000多平方米。该公园受到济州爱情乐园的启发，若建成将为中国大陆首家性主题公园。公园呈长廊式，仅有一个入口，有“未成年人禁止入内”的标语，标语旁立着一个比基尼女郎的彩画。公园内的墙壁上有各种姿势裸体人像的壁画，旁边的文字介绍了法国、荷兰、印度等国的性风俗。园内也有对中国各朝代性史的介绍及防治艾滋病的知识。
该公园在2009年五一期间曾短暂对外开放，迎来了5000多名游客，负责人表示希望通过这一公园给人们提供科学、健康和有趣的性知识，并表示会向相关部门审批各项手续，建成后每人将收费50元。

## 争议及拆除
2009年5月13日，有網民把公園的照片上傳到網絡後，隨即引起争议。批評者大多指責公園「低俗」和「露骨」。据《大渝网》和《重庆商报》5月14日的两份民调显示，有50-60%的网民不支持这一项目。而重庆园林局表示没有收到相关审批手续。5月16日，重庆市委、市政府令相关部门拆除性公园，南岸区政府负责人指性公园“低俗、不健康”，“产生了极坏的恶劣影响”。18日，重庆美心集团负责人公开致歉，承认“公司为积聚人气”策划了性公园的建设。中国中央电视台一则文章在拆除后报道称，拆除被一些人认为反映了中华人民共和国在性方面的保守主义。